# Шкала Альтмана для самооценки мании
Шкала Альтмана для самооценки мании (англ. Altman self-rating mania scale) разработана в Университете Иллинойса для оценки наличия и/или выраженности маниакальных (гипоманиакальных) симптомов. Она состоит из 5 пунктов, которые основаны на диагностических критериях мании согласно DSM-IV. Пункты шкалы оценивают изменения психического состояния на основе изменений в настроении, самооценке, потребности во сне, речи и активности. Шкала Альтмана имеет высокую степень корреляции с оценочными шкалами, основанными на клиническом интервью, и в частности, шкалой маний Янга.